# Finché nozze non ci separino
Finché nozze non ci separino (Le plus beau jour de ma vie) è un film del 2004 diretto da Julie Lipinski.

## Trama
Lola è una giovane farmacista mentre Arthur, il suo fidanzato, è un giornalista che vorrebbe fare lo scrittore. Dopo che tutti i loro amici decidono di sposarsi, loro però glissano fino a lasciarsi. Dopo una delle tante partecipazioni ad un matrimonio, decidono però di riprovarci e quindi di convolare a nozze, ma il loro matrimonio dovrà essere del tutto diverso dagli altri. Loro sognano un matrimonio su spiagge bianche e mare azzurro, ma i problemi di budget li costringeranno a cambiare idea.

## Produzione
La cantante Dolcenera ha partecipato al film nella colonna sonora, traducendo in italiano la canzone Tes petits defauts, in Sei tu.

## Riconoscimenti
Il film ha vinto due premi al MIFF nel 2007.